# Società Sportiva Matera Calcio 2017-2018
Questa voce raccoglie le informazioni riguardanti la Società Sportiva Matera Calcio nelle competizioni ufficiali della stagione 2017-2018.

## Stagione
Nella stagione 2017-2018 il Matera disputa il girone C del campionato di Serie C. Raccoglie 55 punti sul campo, che lo avrebbero portato ai Play-off con il quarto posto, ma deve scontare una pesante penalizzazione di 13 punti, che lo relega al dodicesimo posto finale. Allenata da Gaetano Auteri la squadra biancoblù lucana ottiene 29 punti nel girone di andata e 26 nel girone di ritorno. Partecipa ad agosto alla Coppa Italia Tim Cup nella quale supera il primo turno battendo (2-0) la Casertana, poi nel secondo turno esce dal torneo sconfitta (1-0) ad Avellino. Mentre nella Coppa Italia di Serie C nei sedicesimi supera (3-2) la Reggina, ma negli ottavi cade (3-0) a Lecce.

## Divise e sponsor
Lo sponsor tecnico per la stagione 2017-2018 è Erreà, mentre lo sponsor ufficiale è Tradeco.
| Casa | Trasferta |

## Organigramma societario

### Staff tecnico
Di seguito è riportato lo staff tecnico del Matera.
- Gaetano Auteri - Allenatore
- Lorenzo Cassia - Allenatore in seconda
- Giuseppe Di Mauro - Preparatore atletico
- Luca Aprile - Preparatore portieri
- Cosimo Piazzola - Medico sociale
- Alessandro Grassi - Massofisioterapista
- Roberto Ostuni - Fisioterapista
- Giuseppe Lorito - Infermiere

## Rosa
| N. |                     | Ruolo | Calciatore           |
| -- | ------------------- | ----- | -------------------- |
| 1  | Slovenia (bandiera) | P     | Adnan Golubović      |
| 2  | Uruguay (bandiera)  | D     | Fabrizio Buschiazzo  |
| 3  | Italia (bandiera)   | D     | Giuseppe Mattera     |
| 4  | Brasile (bandiera)  | D     | Ângelo               |
| 5  | Italia (bandiera)   | D     | Stefano Scognamillo  |
| 6  | Italia (bandiera)   | D     | Mariano Stendardo    |
| 7  | Brasile (bandiera)  | A     | Francisco Sartore    |
| 8  | Italia (bandiera)   | C     | Francesco Salandria  |
| 9  | Croazia (bandiera)  | A     | Marko Dugandžić      |
| 10 | Italia (bandiera)   | A     | Nicola Strambelli    |
| 11 | Italia (bandiera)   | A     | Giuseppe Giovinco    |
| 12 | Italia (bandiera)   | P     | Rocco Mittica        |
| 13 | Albania (bandiera)  | C     | Alessio Hysaj        |
| 14 | Italia (bandiera)   | C     | Andrea De Falco      |
| 15 | Italia (bandiera)   | D     | Pasquale Di Sabatino |

| N. |                      | Ruolo | Calciatore          |
| -- | -------------------- | ----- | ------------------- |
| 16 | Italia (bandiera)    | A     | Gaetano Dammacco    |
| 17 | Italia (bandiera)    | D     | Leonardo Sernicola  |
| 18 | Italia (bandiera)    | A     | Vito Colucci        |
| 19 | Argentina (bandiera) | A     | Gaston Corado       |
| 20 | Italia (bandiera)    | C     | Giuseppe Maimone    |
| 21 | Italia (bandiera)    | A     | Ignazio Battista    |
| 22 | Italia (bandiera)    | P     | Alessandro Tonti    |
| 23 | Italia (bandiera)    | C     | Francesco Urso      |
| 24 | Italia (bandiera)    | A     | Giuseppe Cornacchia |
| 25 | Italia (bandiera)    | D     | Riccardo Maciucca   |
| 27 | Italia (bandiera)    | C     | Giacomo Casoli      |
| 28 | Italia (bandiera)    | D     | Ciro De Franco      |
| 29 | Italia (bandiera)    | D     | Giovanni Errico     |
| 30 | Italia (bandiera)    | D     | Giovanni Angelastri |
| 31 | Italia (bandiera)    | C     | Francesco Berardi   |

## Calciomercato

### Sessione estiva(dal 1º luglio al 31 agosto)
| Acquisti | Acquisti             | Acquisti                | Acquisti   |
| R.       | Nome                 | da                      | Modalità   |
| -------- | -------------------- | ----------------------- | ---------- |
| D        | Ângelo               | Foggia Calcio           | definitivo |
| A        | Ignazio Battista     | Ternana                 | prestito   |
| D        | Fabrizio Buschiazzo  | CA Peñarol              | definitivo |
| A        | Gaston Corado        | Casertana Football Club | definitivo |
| C        | Andrea De Falco      | Benevento Calcio        | definitivo |
| D        | Pasquale Di Sabatino | Ternana                 | prestito   |
| A        | Marko Dugandžić      | Ternana                 | definitivo |
| D        | Giovanni Errico      | FC Bari                 | definitivo |
| A        | Giuseppe Giovinco    | US Catanzaro            | definitivo |
| P        | Adnan Golubovic      | Domžale                 | definitivo |
| D        | Riccardo Maciucca    | Latina                  | definitivo |
| C        | Giuseppe Maimone     | Lecce                   | prestito   |
| P        | Rocco Mittica        | Roccella                | definitivo |
| D        | Leonardo Sernicola   | Ternana                 | prestito   |
| D        | Mariano Stendardo    | Fidelis Andria          | definitivo |
| P        | Alessandro Tonti     | svincolato              | definitivo |

| Cessioni | Cessioni            | Cessioni          | Cessioni   |
| R.       | Nome                | a                 | Modalità   |
| -------- | ------------------- | ----------------- | ---------- |
| P        | Marino Bifulco      | Monopoli          | definitivo |
| A        | Saverio Dellino     | San Severo Calcio | prestito   |
| D        | Giovanni Di Lorenzo | Empoli            | definitivo |
| A        | Saveriano Infantino | US Catanzaro      | definitivo |
| C        | Felice Taccogna     | Fortis Altamura   | prestito   |

### Movimenti a stagione in corso
| Acquisti | Acquisti       | Acquisti   | Acquisti   |
| R.       | Nome           | da         | Modalità   |
| -------- | -------------- | ---------- | ---------- |
| C        | Francesco Urso | svincolato | definitivo |
| A        | Franck Cedric  | svincolato | definitivo |

### Sessione invernale(dal 3 gennaio al 31 gennaio)
| Acquisti | Acquisti         | Acquisti        | Acquisti      |
| R.       | Nome             | da              | Modalità      |
| -------- | ---------------- | --------------- | ------------- |
| D        | Nicolò Gigli     | Fiorentina      | prestito      |
| C        | Lorenzo Di Livio | Roma            | prestito      |
| C        | Felice Taccogna  | Fortis Altamura | fine prestito |
| A        | Filippo Tiscione | Ternana         | prestito      |

| Cessioni | Cessioni         | Cessioni  | Cessioni |
| R.       | Nome             | a         | Modalità |
| -------- | ---------------- | --------- | -------- |
| A        | Gaston Corado    | Catanzaro | prestito |
| A        | Gaetano Dammacco | Akragas   | prestito |

## Risultati

### Serie C

#### Girone d'andata
| Arbitro: | Dionisi (L'Aquila) |

|               |           |  |
| Stendardo 18’ | Marcatori |  |

| Arbitro: | Amabile (Vicenza) |

|                           |           |                     |
| D'Angelo 15’ Ferreira 77’ | Marcatori | 20’ (rig.) Giovinco |

| Matera 9 settembre 2017, ore 18:30 CEST 3ª giornata | Matera            | 0 – 0 referto | Cosenza | XXI Settembre-Franco Salerno (2.000 spett.)\| Arbitro: \| Perotti[27] (Legnano) \| |
| Arbitro:                                            | Perotti (Legnano) |               |         |                                                                                    |

| Arbitro: | Proietti (Terni) |

|             |           |               |
| Porcino 37’ | Marcatori | 52’ Sernicola |

| Arbitro: | Valiante (Salerno) |

|                             |           |  |
| Sarao 43’ Genchi 53’ (rig.) | Marcatori |  |

| Arbitro: | Zingarelli (Siena) |

|                             |           |            |
| Casoli 45’ Strambelli 45+2’ | Marcatori | 51’ Talamo |

| Arbitro: | Meraviglia (Pistoia) |

|                    |           |                           |
| Catania 64’ (rig.) | Marcatori | 52’ Casoli 76’ Strambelli |

| Arbitro: | Meleleo (Casarano) |

|              |           |  |
| Giovinco 85’ | Marcatori |  |

| Arbitro: | Mei (Pesaro) |

|  |           |                           |
|  | Marcatori | 31’ Casoli 90+4’ Battista |

| Arbitro: | Sozza (Seregno) |

|  |           |             |
|  | Marcatori | 63’ Mancosu |

| 11ª giornata |  | – Turno di riposo Matera |  |  |

| Arbitro: | Massimi (Termoli) |

|                   |           |              |
| Scognamillo 90+2’ | Marcatori | 37’ L. Viola |

| Arbitro: | Volpi (Arezzo) |

|                                       |           |            |
| Paulo Azzi 58’ (rig.) Jovanovic 90+3’ | Marcatori | 72’ Casoli |

| Arbitro: | Zanonato (Vicenza) |

|                                              |           |                                          |
| Urso 41’ Giovinco 45+2’ (rig.), 90+3’ (rig.) | Marcatori | 16’ T. Silvestri 20’ Maracchi 38’ Evacuo |

| Arbitro: | Santoro (Messina) |

|                               |           |  |
| Actis Goretta 11’, 55’ (rig.) | Marcatori |  |

| Arbitro: | Curti (Milano) |

|                           |           |               |
| Strambelli 87’ Corado 93’ | Marcatori | 14’ Albertini |

| Arbitro: | Pasciuta (Agrigento) |

|                        |           |                 |
| Casoli 51’ Maimone 62’ | Marcatori | 86’ Scaringella |

| Arbitro: | Perotti (Legnano) |

|             |           |             |
| Curiale 71’ | Marcatori | 57’ Sartore |

| Arbitro: | Natilla (Molfetta) |

|                |           |  |
| Strambelli 25’ | Marcatori |  |

#### Girone di ritorno
| Arbitro: | Zufferli (Udine) |

|          |           |                     |
| Sepe 69’ | Marcatori | 81’ (rig.) Giovinco |

| Arbitro: | D'Apice (Arezzo) |

|                         |           |  |
| Maimone 7’ Casoli 90+5’ | Marcatori |  |

| Arbitro: | Schirru (Nichelino) |

|                       |           |               |
| Pascali 64’ Corsi 82’ | Marcatori | 89’ Dugandzic |

| Arbitro: | Cipriani (Empoli) |

|               |           |                |
| Dugandzic 39’ | Marcatori | 67’ Sparacello |

| Arbitro: | Robilotta (Sala Consilina) |

|              |           |               |
| Tiscione 89’ | Marcatori | 72’ Salvemini |

| Arbitro: | Ayroldi (Molfetta) |

|            |           |  |
| Scarpa 57’ | Marcatori |  |

| Arbitro: | Carella (Bari) |

|                        |           |  |
| Sartore 29’ Casoli 37’ | Marcatori |  |

| Arbitro: | Amabile (Vicenza) |

|  |           |                             |
|  | Marcatori | 22’ Dugandzic 90+1’ Maimone |

| Arbitro: | De Santis (Lecce) |

|                    |           |               |
| Dugandzic 13’, 29’ | Marcatori | 53’ Infantino |

| Lecce 11 marzo 2018, ore : CEST 29ª giornata | Lecce             | 0 – 0 | Matera | Stadio Via del Mare\| Arbitro: \| Massimi (Termoli) \| |
| Arbitro:                                     | Massimi (Termoli) |       |        |                                                        |

| 18 marzo 2018 30ª giornata |  | – Turno di riposo Matera |  |  |

| Arbitro: | Pashuku (Albano Laziale) |

|                           |           |  |
| Mastalli 43’ L. Viola 55’ | Marcatori |  |

| Arbitro: | Donda (Cormons) |

|                           |           |            |
| Maimone 74’ Sernicola 90’ | Marcatori | 88’ D'Ursi |

| Arbitro: | Zufferli (Udine) |

|            |           |  |
| Evacuo 47’ | Marcatori |  |

| Arbitro: | Gariglio (Pinerolo) |

|  |           |                  |
|  | Marcatori | 64’ D. Gigliotti |

| Arbitro: | Pasciuta (Agrigento) |

|                          |           |              |
| Anastasi 40’ Madonia 85’ | Marcatori | 50’ Tiscione |

| Arbitro: | Garofalo (Torre del Greco) |

|  |           |            |
|  | Marcatori | 40’ Casoli |

| Arbitro: | Marchetti (Ostia Lido) |

|                            |           |              |
| Di Livio 43’ Sernicola 90’ | Marcatori | 50’ Russotto |

| Arbitro: | Zanonato (Vicenza) |

|                          |           |  |
| Pinna 6’ De Rose 8’, 42’ | Marcatori |  |

### Coppa Italia
| Arbitro: | Proietti (Terni) |

|                         |           |  |
| Corado 19’ Giovinco 62’ | Marcatori |  |

| Arbitro: | Balice (Termoli) |

|              |           |  |
| D'Angelo 11’ | Marcatori |  |

### Coppa Italia di Serie C
| Arbitro: | Fiorini (Frosinone) |

|                                       |           |                              |
| Dugandzic 13’ Corado 21’ Battista 28’ | Marcatori | 23’ Sparacello 90+1’ Silenzi |

| Arbitro: | D'Ascanio (Ancona) |

|                                                |           |  |
| Dubickas 39’ Costa Ferreira 49’ Megalaitis 87’ | Marcatori |  |